# Яворський Василь Якович
Василь Якович Яворський (2 серпня 1870 — † 28 грудня 1919) — старшина Дієвої армії УНР.

## На службі РІА
Закінчив Чугуївське піхотне юнкерське училище за 2-м розрядом (1896), вийшов підпоручиком до 70-го піхотного Ризького полку. 15.07.1902 р. перевівся до Окремого корпусу прикордонної сторожі. Брав участь у Російсько-японській війні, згодом служив у 24-й Скулянській бригаді прикордонної охорони. У 1914 р. потрапив до німецького полону. Останнє звання у російській армії — ротмістр.

## На службі УНР
У 1917 р., перебуваючи у німецькому полоні, був одним з активних членів українського гуртка в офіцерському таборі Ган-Мюнден. На початку 1918 р. — один із організаторів 1-ї Української (Синьожупанної) дивізії.
З 18 лютого 1918 р. — відповідальний у таборі Ган-Мюнден за набір старшинського складу для 2-ї та планованої 3-ї Українських дивізій військ Центральної Ради. Станом на 16 серпня 1919 р. — начальник контррозвідки 3-ї Залізної дивізії Дієвої армії УНР. На початку Першого Зимового походу захворів на тиф, помер по дорозі до вінницької лікарні.